# Nervus abducens

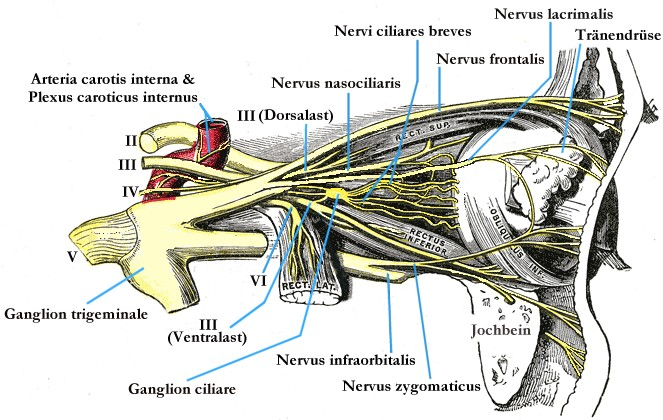
Nerven der Augengegend

Der paarige Nervus abducens, auch sechster Hirnnerv, N. VI genannt, besteht vorwiegend aus motorischen Fasern. Er innerviert den Musculus rectus lateralis („seitlicher gerader Muskel“) am Auge, der die Augenachse zur Seite bewegt (in der Fachsprache „abduziert“, daher der Name des Nerven). Bei Vögeln innerviert er auch die Nickhautmuskeln (Musculus quadratus membranae nictitantis und Musculus pyramidalis membranae nictitantis).

## Verlauf
Das Kerngebiet (Nucleus nervi abducentis) liegt im Tegmentum pontis (Brückenhaube).  Er läuft über den Clivus des Hinterhauptbeins und gelangt zum Sinus cavernosus, den er durchzieht, um dann durch die Fissura orbitalis superior (bei Paarhufern: Foramen orbitorotundum, übrige Tiere: Fissura orbitalis) in die Orbita und den Anulus tendineus communis zu ziehen. Neben dem Musculus rectus lateralis versorgt er auch den lateralen Anteil des Musculus retractor bulbi (nur bei Tieren).

## Läsion
Eine Lähmung des Nervus abducens wird als Abduzensparese bezeichnet. Infolge des ungestörten Tonus des Musculus rectus medialis, dem Gegenspieler des Musculus rectus lateralis, kommt es zu einem Einwärtsschielen.
Der Nervus abducens besitzt den längsten extraduralen Verlauf der Augennerven und kann deshalb leicht verletzt  werden, wenn es zu einem Schädelbasisbruch kommt. Außerdem wird er auch geschädigt, wenn Blutungen im Subarachnoidalraum auftreten. Infolge einer Lumbalpunktion sinkt der Druck des Liquor cerebrospinalis im Schädelinneren, was zu einer Zugbelastung des Nervus abducens führen kann.